# Tianjin Pioneers
Les Tianjin Pioneers, anciennement Tianjin Gold Lions sont une équipe de basket-ball professionnelle chinoise basée à Tianjin, qui joue dans la division nord du championnat chinois de basket-ball (CBA). La Ronggang Import & Export Trade Company, Ltd., est le sponsor corporatif du club tandis que sa mascotte est un lion d'or. 

## Histoire
Le club est créé en 1952 et devient professionnel en 2007. L'équipe de rejoint le championnat chinois de basket-ball (CBA) lors de la saison 2008-2009.

## Résultats sportifs

### Palmarès
| Compétitions nationales |
| - Champion de Chine : - Vainqueur des play-offs : néant. - Finaliste des play-offs : néant. - Vainqueur de la saison régulière : néant. |

### Bilan saison par saison
| Saison             | Championnat national | Championnat national | Championnat national | Championnat national | Championnat national | Championnat national | Championnat national | Championnat national |
| Saison             | Niveau               | Division             | Classement           | MJ                   | V                    | D                    | %V                   | Play-offs            |
| ------------------ | -------------------- | -------------------- | -------------------- | -------------------- | -------------------- | -------------------- | -------------------- | -------------------- |
| Tianjin Gold Lions |                      |                      |                      |                      |                      |                      |                      |                      |
| 2006-2007          |                      |                      |                      |                      |                      |                      |                      |                      |
| 2007-2008          |                      |                      |                      |                      |                      |                      |                      |                      |
| 2008-2009          | 1                    | CBA                  | 16e/18               | 50                   | 13                   | 37                   | 26 %                 | -                    |
| 2009-2010          | 1                    | CBA                  | 12e/17               | 32                   | 11                   | 21                   | 34 %                 | -                    |
| 2010-2011          | 1                    | CBA                  | 17e17                | 32                   | 5                    | 27                   | 16 %                 | -                    |
| 2011-2012          | 1                    | CBA                  | 15e/17               | 32                   | 10                   | 22                   | 31 %                 | -                    |
| 2012-2013          | 1                    | CBA                  | 16e/17               | 32                   | 10                   | 22                   | 31 %                 | -                    |
| 2013-2014          | 1                    | CBA                  | 6e/18                | 34                   | 20                   | 14                   | 59 %                 | 1/4 de finale        |
| 2014-2015          | 1                    | CBA                  | 13e/20               | 38                   | 13                   | 25                   | 34 %                 | -                    |
| 2015-2016          | 1                    | CBA                  | 18e/20               | 38                   | 8                    | 30                   | 21 %                 | -                    |
| 2016-2017          | 1                    | CBA                  | 11e/20               | 38                   | 18                   | 20                   | 47 %                 | -                    |
| 2017-2018          | 1                    | CBA                  | 18e/20               | 38                   | 8                    | 30                   | 21 %                 | -                    |
| 2018-2019          | 1                    | CBA                  | 16e/20               | 46                   | 12                   | 34                   | 26 %                 | -                    |
| 2019-2020          | 1                    | CBA                  | 19e/20               | 46                   | 8                    | 38                   | 17 %                 | -                    |
| Tianjin Gold Lions |                      |                      |                      |                      |                      |                      |                      |                      |
| 2020-2021          | 1                    | CBA                  | En cours             |                      |                      |                      |                      |                      |

## Joueurs et personnalités du club

### Entraîneurs
- 2001-2008 :  Zhang Jian
- 2008-2011 :  Lindsey Gates
- 2010-2011 :  Bob MacKinnon Jr.
- 2011-2013 :  Zhang Jian
- 2013-2015 :  Karl Nash
- 2015-2016 :  Xu Guijun
- 2016-2018 :  Rajko Toroman
- 2018-2019 :  Anton Vujanic
- 2019- :  Manolo Hussein

### Joueurs emblématiques
- /  Hervé Lamizana (2009-2012)
- Donnell Harvey (2011-2013)
- Zaid Abbas (2013-2014)
- Sebastian Telfair (2013-2014)
- Shelden Williams (2013-2015)
- Shang Ping (2014-)
- Quincy Douby (2014)
- Dwight Buycks (2014-2015)
- Jason Maxiell (2015-2016)
- Casper Ware (2015-2016)
- Jordan Crawford (2015-2016)
- Tien Lei (en) (2014-2018)